# گروه سی‌آرآرسی
گروه سی‌آرآرسی (انگلیسی: CRRC Group) شرکت املاک چینی است، که در سال ۲۰۱۵ توسط ساساک تأسیس شد.